# Jak się pozbyć czarnego kota
Jak się pozbyć czarnego kota – polski telewizyjny film komediowy z 1984 roku w reżyserii Feriduna Erola.
Film był kręcony we Wrocławiu i na zamku Książ.

## Fabuła
Komedia oferująca absurdalny humor. Młodego architekta Pawła (Jan Piechociński), posiadacza motocykla Harley-Davidson, którego prześladuje pech. Uważa, że przyczyną jego niepowodzeń jest żona Krystyna (Gabriela Kownacka), właścicielka czarnego kota. Podtrzymuje go w tym przekonaniu kolega Andrzej, odnoszący sukcesy biznesmen. Po pięciu latach małżeństwa para przechodzi kryzys, Paweł postanawia więc się rozwieść. Szuka mocnych argumentów, które mógłby wykorzystać w sądzie. Tymczasem ze Stanów Zjednoczonych przylatuje Wiktor (Andrzej Wojaczek), który kiedyś kochał się w Krystynie. Paweł postanawia to wykorzystać i oferuje Wiktorowi swój dom w czasie jego pobytu.

## Obsada
- Jan Piechociński jako Paweł Danek
- Gabriela Kownacka jako Krystyna, żona Pawła
- Zdzisław Wardejn jako Andrzej, przyjaciel Pawła
- Elżbieta Panas jako Halina, żona Andrzeja
- Andrzej Wojaczek jako Wiktor Sołtyk
- Elżbieta Mielczarek[1] jako Ania, koleżanka Pawła
- Julian Jabczyński jako hrabia
- Andrzej Niemirski jako masztalerz
- Gustaw Lutkiewicz jako Dolinsky, myśliwy z Ameryki
- Ferdynand Matysik jako szef Pawła, kierownik biura projektowego
- Jan Kaczmarek jako Janek, kolega Pawła w biurze projektowym
- Leszek Niedzielski jako Leszek, kolega Pawła w biurze projektowym
- Krzysztof Litwin jako mężczyzna w kawiarni
- Andrzej Gałła
- Edward Rączkowski jako leśniczy
- Halina Buyno-Łoza jako baba z kozą
- Mieczysław Janowski jako kelner Henio
- zespół Pod Budą